# Bas van de Goor
Sebastiaan Jacques Henri „Bas“ van de Goor (* 4. září 1971 Oss) je bývalý nizozemský volejbalista. S nizozemskou mužskou volejbalovou reprezentací získal zlato na olympijských hrách v Atlantě roku 1996 a rok na to vyhrál mistrovství Evropy. Z evropského šampionátu má též dvě stříbra (1993, 1995), jedno z mistrovství světa (1994). Za národní tým odehrál celkem 295 utkání. Úspěšný byl i na klubové úrovní, s italským klubem Pallavolo Modena třikrát vyhrál Ligu mistrů (1996, 1997, 1998), nejprestižnější evropskou klubovou soutěž. S Modenou vyhrál v roce 1995 rovněž Pohár CEV, v roce 2003 dosáhl stejného úspěchu i s nizozemským klubem Sportvereniging Dynamo. V roce 2018 byl uveden do Mezinárodní volejbalové síně slávy. Jeho mladší bratr Mike van de Goor byl také volejbalistou a jeho spoluhráčem na obou nizozemských zlatých turnajích z 90. let.